# المجنونة في فولفو
المجنونة في فولفو، هي مسرحية عام 2016 كتبها ساندرا تسينغ لوه،وقد تم اقتباسها من كتاب لوه لعام2014 المجنونة في فولفو: عامي من الهرمونات المحتدمة. 
قام لوه بتكييف المجنونة في فولفو في مسرحية لمسرح مرجع الساحل الجنوبي  

## نظرة عامة
تكيف من ثلاثة أحرف لجنون منتصف العمر،بدأ كل ذلك برحلة غير متوقعة إلى رجل يحترق .